# Ottavio Broglia
Ottavio Broglia (Chieri, ... – dicembre 1648) è stato un abate e vescovo cattolico italiano.
È stato vescovo di Asti tra il 1624 e il 1648.

## Biografia
Il Broglia apparteneva alla famiglia dei Broglia di Chieri, da sempre fedele alla dinastia sabauda.
Era nipote dell'arcivescovo di Torino Carlo Broglia (1592-1617) e parente del principe Maurizio di Savoia, cardinale.
Con quest'ultimo, aveva viaggiato molto a Roma e a Parigi.

## L'operato
Il vescovo Broglia, in accordo con il Consiglio della città di Asti, si batté molto perché venissero aperte le scuole secondarie pubbliche.
Il 3 novembre 1626 vi fu la solenne apertura delle scuole e il 23 maggio 1627, iniziarono le lezioni affidate ai padri Barnabiti.
I Barnabiti tennero l'incarico fino al 1729, quando Vittorio Amedeo II, esautorò tutti i religiosi del regno dall'incarico didattico aprendo in ogni capoluogo i Collegi Reali alle dipendenze dell'Università di Torino.

## Sinodi diocesani
L'episcopato del Broglia durò 24 anni. Tenne tre sinodi episcopali:
- 12 aprile 1627
- 17 maggio 1629
- novembre 1643

Questo lungo distacco tra i primi due sinodi e il terzo fu dovuto prima alla comparsa della peste, nel settembre 1630 e in seguito allo scoppio della guerra civile (1638-1642), in seguito alla morte di Vittorio Amedeo I.

## Genealogia episcopale
La genealogia episcopale è:
- Cardinale Guillaume d'Estouteville
- Papa Sisto IV
- Papa Giulio II
- Cardinale Raffaele Sansone Riario
- Papa Leone X
- Papa Paolo III
- Cardinale Francesco Pisani
- Cardinale Alfonso Gesualdo di Conza
- Papa Clemente VIII
- Papa Paolo V
- Cardinale Scipione Caffarelli-Borghese
- Vescovo Ottavio Broglia